# Roeberella
Roeberella is een geslacht van vlinders uit de familie van de prachtvlinders (Riodinidae), onderfamilie Riodininae.
Roeberella werd in 1932 voor het eerst wetenschappelijk beschreven door Strand.

## Soorten
Roeberella omvat de volgende soorten:
- Roeberella calvus (Staudinger, 1887)
- Roeberella flocculus Brévignon & Gallard, 1993
- Roeberella gerres (Thieme, 1907)
- Roeberella heberti Jauffret, P & J. Jauffret, 2007
- Roeberella lencates (Hewitson, 1875)
- Roeberella marajoara Jauffret, P & J. Jauffret, 2007